# Dicyrtoma californica
Dicyrtoma californica är en urinsektsart som beskrevs av Christiansen och Bellinger 1981. Dicyrtoma californica ingår i släktet Dicyrtoma och familjen Dicyrtomidae. Inga underarter finns listade i Catalogue of Life.